# Vjačeslav Kunaev
Vjačeslav Michajlovič Kunaev (in russo Вячеслав Михайлович Кунаев?; Leningrado, 23 dicembre 1976) è un ex biatleta russo naturalizzato bielorusso.

## Biografia
In Coppa del Mondo ottenne il primo risultato di rilievo il 9 gennaio 1999 a Oberhof (37°) e il primo podio il giorno successivo nella medesima località (2°).
In carriera prese parte a un'edizione dei Campionati mondiali, Kontiolahti/Oslo 1999 (6° nell'individuale).

## Palmarès

### Coppa del Mondo
- Miglior piazzamento in classifica generale: 34º nel 1999
- 2 podi (entrambi a squadre[1]):
  - 2 secondi posti